# Pieter van Woensel (arts)

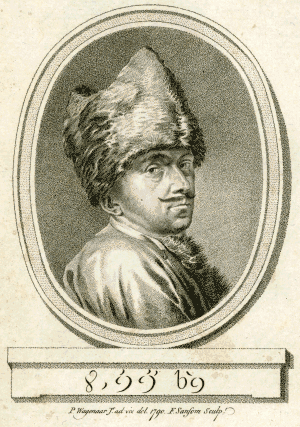
Pieter van Woensel rond 1790

Pieter van Woensel (Haarlem, gedoopt 10 januari 1747 – Den Haag, 17 april 1808) was scheeps- en legerarts, wereldreiziger, schrijver en politiek tekenaar. Hij was tevens de man achter de satirische almanak De Lantaarn. Van Woensel stelde zich graag op als solitair en buitenstaander, iemand die vanaf de zijlijn (ironisch) commentaar leverde op het reilen en zeilen van de Nederlandse samenleving en haar gezagsdragers.

## Biografie
Pieter van Woensel was afkomstig uit een remonstrants gezin; ook zijn vader was arts. De bedoeling was dat Pieter predikant zou worden, maar in 1765 werd hij van het seminarium gestuurd. Drie jaar later liet hij zich inschrijven in Leiden, volgde onderwijs bij Bernhard Siegfried Albinus, en promoveerde in 1770.
In 1771 vertrok hij naar Sint-Petersburg als legerarts, een benoeming die hij hoogstwaarschijnlijk had te danken aan Jan Hendrik van Kinsbergen. In 1778 keerde hij terug naar Amsterdam, alwaar hij 'doctor der marine' werd en was gestationeerd in een hospitaal op het eiland Texel. Van Woensel nam deel aan de Slag bij de Doggersbank en verzorgde het vervoer van gewonden. In 1781 publiceerde hij over de pokken en De tegenwoordige staat van Rusland, een boek dat ook werd vertaald in het Frans, Duits en Russisch. In 1782 publiceerde hij een ingekorte versie van Histoire philosophique et politique des établissements et du commerce des Européens dan les deux Indes door Guillaume-Thomas Raynal, een anti-kolonialistisch werk handelend over de duistere kanten van het kolonialisme, waarin ook nadrukkelijk de Molukken werden behandeld.
In 1784 ging hij opnieuw op reis en verbleef anderhalf jaar in Constantinopel. De indrukken die hij hier opdeed, zou hij later verwerken in zijn Aanteekeningen gehouden op eene reize ..., waarin hij een hoogst eigenwijze kijk op de Turkse samenleving gaf, een belangrijke reden waarom dit werk later nog de nodige belangstelling kreeg. In hun strijd tegen de Russen zouden de Turken volgens Van Woensel baat hebben bij biologische oorlogvoering, dat wil zeggen met het verspreiden van de pest.
Hij maakte deel uit van een reisgezelschap naar India, maar besloot halverwege Bagdad om alleen verder te reizen, omdat het gezelschap hem verveelde. Van Woensel kwam terecht in Erzurum en beklom onder winterse omstandigheden de berg Ararat. Omdat Trabzon aan de Zwarte Zee werd getroffen door de pest, stak hij over naar de Krim. Van Woensel nam dienst in de Russische vloot. Hij verbleef in Sebastopol en beschreef het bezoek van Catharina II van Rusland na de Russisch-Turkse Oorlog (1787-1792) aan de veroverde gebieden in het Ottomaanse rijk. Van Woensel bekritiseerde de Russische politiek, uitgevoerd door Grigori Potjomkin, een windbuil volgens Van Woensel. 
Terug in Amsterdam werd hij opnieuw benoemd tot marine-arts bij de Admiraliteit van Amsterdam. Van Woensel zeilde in 1792 naar Suriname, Demerara en de Berbice, maar verloor na de Bataafse Revolutie niet zijn baan. In 1797 reisde hij naar Sint-Petersburg als geheim agent en woonde op 5 april de kroning van Paul I van Rusland bij.
Van Woensel pleitte in zijn Lantaarn voor een echtscheidingsprocedure; hij wees erop dat de eerste taak van de staat is zijn ingezetenen werk te verschaffen en stelde zich als vrijdenker zeer tolerant op ten opzichte van moslims en joden. De almanak werd verboden omdat hij onder pseudoniem schreef, wat volgens (artikel 16 in) de Staatsregeling voor het Bataafse Volk verboden was. In 1800 kreeg hij een positie bij de Bataafse marine. 
In 1802 publiceerde Van Woensel een vertaling van Don Quichotte.  In 1803 verscheen van zijn hand een boek met medische adviezen voor het reizen op zee: Raadgeevingen voor de Gezondheid der Zeevaarenden. Dit boek werd lange tijd verloren gewaand, maar werd in 2015 herontdekt tijdens werk aan de Engelse editie van ‘Aanteekeningen, gehouden op eene reize door Turkijen...’. In 1804 verscheen Rusland beschouwd .... Van Woensel nam daarin geen blad voor de mond en liet zijn kritische gevoelens ten opzichte van slavernij en lijfeigenschap de vrije loop. 
Van Woensel diende nog onder Rutger Jan Schimmelpenninck. Hij stierf enkele jaren later als gevolg van een val op zijn stoep. De beenbreuk liet hij niet behandelen, koppig als hij was.

## Werken
- De tegenwoordige staat van Rusland (1781)
- Aanteekeningen gehouden op eene reize ... (1791) en 1795)
- Don Quichotte (1802)
- Rusland beschouwd ... (1804)